# Serguéi Grankin
Serguéi Yúrievich Grankin (en ruso Сергей Юрьевич Гранкин, Kislovodsk, Rusia; 21 de enero de 1985) es un jugador profesional de voleibol ruso. Actualmente juega en el Berlin Recycling Volleys.

## Trayectoria
Debuta en la Primera división de Rusia en 2002 con el VK Jaroslavič donde se queda hasta la temporada 2004/2005 sin lograr resultados relevantes y después de una temporada en el Luč Moscú en verano 2006 ficha por el VK Dinamo Moscú. Con el Dinamo gana un campeonato, dos copas y dos supercopas de Rusia y la Copa CEV de 2011/2012; además llega hasta la final de la Champions League 2009/2010 donde es derrotado por el Trentino Volley por 3-0.
Con la  selección rusa ha disputado los Juegos Olímpicos de Pekín 2008, llevándose el bronce, y de Londres 2012, ganando el oro en final frente a Brasil. En verano 2013 gana la Liga Mundial y se corona campeón de Europa en vencer a  Italia en la final del campeonato europeo de Dinamarca y Polonia 2013.

## Palmarés

### Clubes
- Campeonato de Rusia (1): 2007/2008
- Copa de Rusia (2): 2006, 2008
- Supercopa de Rusia (2): 2008, 2009
- Copa CEV (2): 2011/2012, 2014/2015